# Col de Sarraut
Le col de Sarraut est un col des Alpes du Sud qui relie la vallée du Sasse via le Grand Vallon au bassin de Turriers. Il s'élève à 980 mètres d'altitude au sein du massif des Monges dans les Préalpes de Digne. Il est dominé par le sommet de Montsérieux au nord et le sommet des Plauts au sud.